# Wang Jingbin
Wang Jingbin (chiń. 王靖斌; ur. 9 maja 1995 w Benxi) – chiński piłkarz występujący na pozycji napastnika.

## Kariera piłkarska
Od 2016 roku występował w Guangzhou Evergrande i Fagiano Okayama.